# Estreito da Coreia

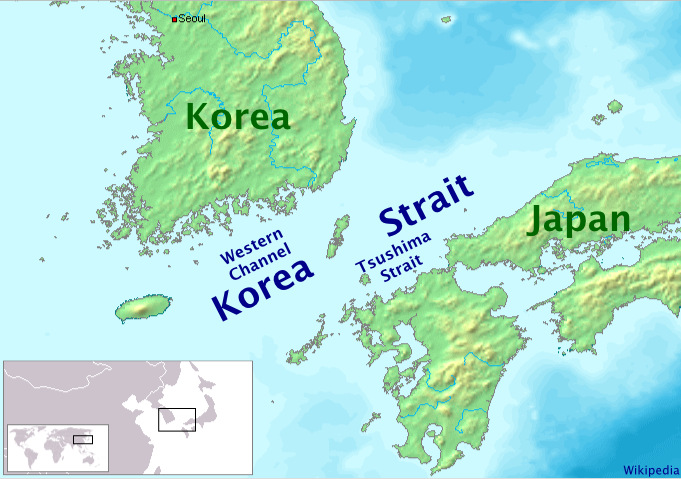
Estreito da Coreia

O estreito da Coreia é o estreito que separa a Coreia do Sul do sul do Japão, ligando o mar do Japão ao mar da China Oriental.

## Correntes
Uma área da corrente de Kuroshivo passam sobre o estreito. Aquecem-se na área chamada de  Corrente Kuro Shivo. Sobre as correntes passam nas ilhas japonesas do mar do Japão em que dividem em um ao outro sobre as ilhas de Sacalina, e eventualmente está dentro da via do norte do Oceano Pacífico no norte de Hokkaido e dentro do mar do Okhotsu, no norte da Ilha Sacalina próximo de Vladivostok. As características das ondas variam pela baixa salinidade das águas da costa das Coreias e da China.

## Importância econômica
Numerosos navios que passam no mundo trafegam no estreito, incluindo as muitas cargas transportadas nos portos do Sudeste da Coreia do Sul. Tanto a Coreia do Sul como o Japão têm restrições para este tráfego no estreito para o comércio, permitido apenas o livre transporte de pessoas.